# خانه یهودی
خانه یهودی (به عبری: הבית היהודי هابَیت هایِهودی) یک حزب سیاسی مذهبی و صهیونیست اسرائیلی است که در سال ۲۰۰۸ به عنوان جایگزین حزب ملی مذهبی تأسیس شد. این حزب مخالف جدی تأسیس کشور فلسطین (چاره دو کشوری) و مهمترین طرفدار گسترش شهرک‌های یهودی‌نشین در کرانه باختری است. رعایت حقوق بشر، آزادی‌های مذهبی و حفظ محیط زیست از دیگر مسائل مورد توجه این حزب است.
خانه یهودی یک حزب راست‌گرا و نماینده یهودیت ارتدوکس مدرن است که گرایش ملی‌گرایانه بسیار بیشتری نسبت به یهودیان ارتدوکس سنتی دارند. آنها به همراه حزب یش عاتید طرح بحث‌برانگیزی را برای لغو معافیت سربازی طلبه‌های یهودیت ارتدوکس و کاهش حمایت‌های دولتی از آنها ارائه داده‌اند و یکی از دلایل رشد سریع محبوبیت آنها استقبال طبقه متوسط اسرائیل از این طرح بوده‌است. همین موضوع خانه یهودی را در مقابل احزاب سنتی مذهبی اسرائیل به ویژه شاس قرار داده که به شدت با این طرح مخالفند.
بیت یهودی در سال ۲۰۰۹ در اولین کارزار انتخاباتی خود تنها موفق به کسب سه کرسی در کنست شد. در انتخابات ۲۰۱۳ بهترین نتیجه خود را با کسب ۱۲ کرسی رقم زد و با سه وزیر به دولت ائتلافی بنیامین نتانیاهو پیوست. در انتخابات پارلمانی ۲۰۱۵ اسرائیل آنها حدود یک سوم آراء خود را از دست داده و موفق به کسب ۸ کرسی شدند.